# Az Oregoni Állami Egyetem nevezetes hallgatóinak listája

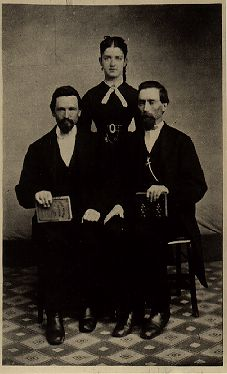
Az első, 1870-es végzős évfolyam

Az alábbi listán a Corvallisi Főiskola, az Oregoni Állami Főiskola, illetve az Oregoni Állami Egyetem nevezetes hallgatói szerepelnek.

## Lista

### Aktivisták
- Ada-Rhodes Short, transzjogi aktivista[1]
- Bruce W. Klunder, polgárjogi aktivista, presbiteriánus lelkész[2]
- Katherine Ann Power, háborúellenes aktivista; az FBI tíz legkeresettebb bűnözőjének egyike emberölés és fegyveres rablás miatt[3]

### Építészet és művészet
- Florence Holmes Gerke, a Nemzetközi Rózsanevelő Kert tájépítésze[4]
- John Clem Clarke, festőművész[5]
- Lee Arden Thomas, építész[6]
- Tala Madani, festőművész[7]

### Hadsereg
- Anthony E. Van Dyke, ezredes[8]
- Edward Allworth, Medal of Honor-kitüntetett[9]
- John Noble Holcomb, Medal of Honor-kitüntetett[9]
- Marion Eugene Carl, pilóta[9]
- Rex T. Barber, pilóta[9]
- Ulysses G. McAlexander, a tisztképző parancsnoka[10]